# Tcsh
tcsh е команден интерпретатор за Юникс, подобна на bash, с възможност за програмиране. Тя дава възможност за дефиниране на променливи, изпълняване контролни структури за цикъл, поставя „капани“ за обработка на прекъсвания в програмата. tcsh се основава на интерпретатора csh и подобно на нея използва синтаксис, подобен на този на езика за програмиране C. Разпространява се под лиценза на BSD.